# Achlum
Achlum est un village de la commune néerlandaise de Waadhoeke, dans la province de Frise.

## Géographie
Le village est situé dans l'ouest de la Frise, à 4 km au sud-est d'Harlingen et à 7 km au sud-ouest de Franeker.

## Histoire
Achlum fait partie de la commune de Franekeradeel avant le 1er janvier 2018, où celle-ci est supprimée et fusionnée avec Het Bildt, Menameradiel et une partie de Littenseradiel pour former la nouvelle commune de Waadhoeke.

## Démographie
Le 1er janvier 2018, le village comptait 615 habitants.